# هفت‌پاره
رزمه کاری:
رزمه تئاتری: بازی در تئاتر گرگ صحرا به کارگردانی محمدرضایی در سال 95
بازی در تئاتر اسمان بی ستارع ب کارگردانی محمدحسین دهقان در سال 95
بازی در تئاتردفاع مقدس ب کارگردانی داوود نگارش در سال 96
بازی در تئاتراقاذبیح ب کارگردانی محمدعلی محبوبی در سال 96
بازی در تئاتر دن کامیلو ب کارگردانی تقی علی آبادی در سال 97
بازی در تئاتر ماه پیشانو ب کارگردانی محمدعلی محبوبی در سال 97
بازی در تاتر زری سلطان ب کارگردانی فربد همدانی در سال 98
بازی در نمایش انصراف ب کارگردانی فرهمدانی در سال 98
بازی در نمایش ادمهاگوشت گرگ نمیخورند ب کارگردانی فربدهمدانی در سال 99
بازی در نمایش ماکی هستیم ب کارگردانی مسعود ترابی در سال 1400
بازی در نمایش سه ضلع معیوب از یک مثلث
رزمه تصویر:بازی درسریال قرار موقت به  کارگردانی بهزاد دودانگه
بازی در فیلم کوتاه پول ب کارگردانی محمدحسین ملک عباسزاده در سال 95
بازی در فیم کوتاه سه نقطه پایانی ب کارگردانی هویدایی در سال 96
بازی در فیلم نیمه بلند اعتیاد عشق ب کارگردانی عبدالله مجیدی در سال 96
بازی در فیلم کوتاه مرز ب کارگردانی پوریاتاجیک در سال 96
دستیارکارکردان فیلم کوتاه پنهان کارگردانی مرضیه قادری در سال 98
دستیارکارگردان نمایش روال عادی ب کارگردانی محمدعلی محبوبی در سال 97
دستیارکارگردانی نمایش ماه پیشانو ب کارگردانی محمدعلی محبوبی در سال 97
دستیاریک وبرنامه ریز تله فیلم قدمگاه پخش ازشبکه3واکران سینمافلسطین ب کارگردانی مهدی دهقان چناری در سیال 97
رزمه کارگردانی:کارگردانی نمایش زری سلطان اجرا 19شب درتماشاخانه شانو
کارگردانی نمایش انصراف 15شب اجرا
اجرابردن نمایش زری سلطان بابازی بازیگران چهره در سی و هشتمین دوره جشنواره بین المللی تئاترفجر
کارگردان و بازیگر نمایش آدمهاگوشت گرگ نمیخورند اجرا در دی و بهمن 99 تماشاخانه شانو
کارکردانی نمایش سه ضلع معیوب ازیک مثلث سال1400
کاندیداهاوجوایز:
کاندیدای بهترین بازیگر نقش اصلی مرد از جشنواره بین المللی فجر در سال 98
کاندیدای بهترین بازیگر نقش مکمل مرد از جشنواره سنگاپور

## جمعیت
این روستا در دهستان شاپور قرار دارد و براساس سرشماری مرکز آمار ایران در سال ۱۳۸۵، جمعیت آن ۶۹ نفر (۱۶خانوار) بوده‌است.